# Praepatellina
Praepatellina es un género de foraminífero bentónico considerado un sinónimo posterior de Patellina de la subfamilia Patellininae, de la familia Patellinidae, suborden Spirillinina y del orden Robertinida. Su especie tipo era Praepatellina simplissima. Su rango cronoestratigráfico abarcaba el Holoceno.

## Clasificación
Praepatellina incluía a las siguientes especies
- Praepatellina inornata
- Praepatellina pilleri
- Praepatellina simplissima